# Siracusa Calcio 2016-2017
Questa voce raccoglie le informazioni riguardanti il Siracusa Calcio nelle competizioni ufficiali della stagione 2016-2017.

## Divise e sponsor
Lo sponsor tecnico per la stagione 2016-2017 è Max, mentre lo sponsor ufficiale è per il secondo anno consecutivo Premier Win 365.
| Casa | Trasferta | Terza divisa |

## Organigramma societario

### Staff tecnico prima squadra
- Allenatore: Andrea Sottil
- Viceallenatore: Gianluca Cristaldi
- Allenatore dei portieri: Graziano Urso
- Preparatore atletico: Christian Bella
- Preparatore atletico: Delfio Ristuccia

### Organico quadri sanitari
- Medico sociale: dottor Mariano Caldarella
- Fisioterapista: Federico Guzzardi
- Fisioterapista: Alban Dusart

### Organico area direttiva
- Direttore sportivo: Antonello Laneri
- Direttore generale: Massimo Bandiera
- Segretario generale: Pino Fichera
- Segreteria sportiva: Giovanni Abela
- Team manager: Antonio Midolo
- Addetto agli arbitri: Elio Gervasi
- Responsabile comunicazione e stampa: Massimo Leotta
- Responsabile gestione stadio e logistica: Luca Parisi
- Delegato sicurezza: Vincenzo Gugliotta
- Vice delegato sicurezza: Sebastiano Floridia
- Hospitality manager: Graziano Strano
- Responsabile marketing: Marco Occhipinti
- Responsabile commerciale: Romano Sapere
- Responsabile comunicazione social: Matteo D'Aquila
- Responsabile Slo: Mariano D'Aquila
- Magazziniere: Gioacchino Martines

## Rosa
Rosa, ruoli e numerazione sono aggiornati al 25 agosto 2016.
| N. |                            | Ruolo | Calciatore             |
| -- | -------------------------- | ----- | ---------------------- |
| 1  | Rep. Dominicana (bandiera) | P     | Antonio Santurro       |
| 2  | Italia (bandiera)          | D     | Liberato Filosa        |
| 3  | Italia (bandiera)          | D     | Pietro Dentice         |
| 4  | Italia (bandiera)          | C     | Davide Baiocco         |
| 4  | Italia (bandiera)          | D     | Emanuele Malerba       |
| 5  | Francia (bandiera)         | D     | Abdelaye Diakité       |
| 6  | Italia (bandiera)          | D     | Marco Turati           |
| 7  | Argentina (bandiera)       | A     | Lucas Longoni          |
| 8  | Italia (bandiera)          | C     | Carmine Giordano       |
| 9  | Italia (bandiera)          | A     | Alessandro De Respinis |
| 10 | Italia (bandiera)          | A     | Emanuele Catania       |
| 11 | Italia (bandiera)          | A     | Filippo Maria Scardina |
| 13 | Italia (bandiera)          | D     | Claudio Scianname      |
| 14 | Argentina (bandiera)       | C     | Fernando Spinelli      |
| 15 | Costa d'Avorio (bandiera)  | A     | Ange Tresor Dezai      |
| 16 | Italia (bandiera)          | D     | Alessandro Di Dio      |

| N. |                    | Ruolo | Calciatore           |
| -- | ------------------ | ----- | -------------------- |
| 16 | Italia (bandiera)  | A     | Elio De Silvestro    |
| 17 | Italia (bandiera)  | A     | Pasquale De Vita     |
| 17 | Italia (bandiera)  | C     | Giuseppe Russo       |
| 18 | Italia (bandiera)  | A     | Nicola Talamo        |
| 19 | Italia (bandiera)  | C     | Nicola Valente       |
| 20 | Italia (bandiera)  | D     | Matteo Brumat        |
| 21 | Italia (bandiera)  | D     | Alessandro Degrassi  |
| 21 | Italia (bandiera)  | A     | Mattia Persano       |
| 22 | Italia (bandiera)  | P     | Federico Gagliardini |
| 23 | Italia (bandiera)  | C     | Marco Palermo        |
| 24 | Italia (bandiera)  | D     | Roberto Pirrello     |
| 25 | Italia (bandiera)  | C     | Marco Toscano        |
| 26 | Brasile (bandiera) | A     | Matheus Cassini      |
| 26 | Italia (bandiera)  | D     | Alberto Cossentino   |
| 27 | Brasile (bandiera) | A     | Paulo Azzi           |

## Calciomercato

### Sessione estiva
| Acquisti | Acquisti               | Acquisti      | Acquisti                        |
| R.       | Nome                   | da            | Modalità                        |
| -------- | ---------------------- | ------------- | ------------------------------- |
| D        | Simone Milizia         | Troina        | fine prestito                   |
| P        | Riccardo D'Alessandro  |               | definitivo scadenza giugno 2018 |
| C        | Luca Marullo           | Troina        | fine prestito                   |
| D        | Matteo Brumat          | Arezzo        | definitivo scadenza giugno 2018 |
| A        | Giuseppe Fella         | Bassano       | definitivo                      |
| D        | Abdelaye Diakité       | Bylis         | definitivo scadenza giugno 2017 |
| A        | Falou Ndiaye Samb      | Genoa         | prestito                        |
| D        | Alessandro Degrassi    | Gubbio        | definitivo                      |
| C        | Nicola Valente         | Pordenone     | definitivo scadenza giugno 2017 |
| A        | Nicola Talamo          | Latina        | prestito                        |
| D        | Marco Turati           | Lecco         | definitivo scadenza giugno 2017 |
| P        | Antonio Santurro       | Melfi         | definitivo scadenza giugno 2017 |
| A        | Filippo Maria Scardina | Messina       | definitivo scadenza giugno 2017 |
| C        | Marco Toscano          | Palermo       | prestito                        |
| A        | Matheus Cassini        | Palermo       | prestito                        |
| A        | Alessandro De Respinis | Santarcangelo | definitivo scadenza giugno 2017 |
| D        | Alessandro Di Dio      | Ancona        | definitivo                      |
| D        | Roberto Pirrello       | Palermo       | prestito                        |
| C        | Pasquale De Vita       | Paganese      | definitivo                      |
| D        | Claudio Scianname'     | Gavorrano     | definitivo                      |
| D        | Liberato Filosa        | Ischia        | definitivo                      |
| P        | Federico Gagliardini   | Melfi         | definitivo                      |

| Cessioni | Cessioni            | Cessioni  | Cessioni      |
| R.       | Nome                | a         | Modalità      |
| -------- | ------------------- | --------- | ------------- |
| D        | Amedeo Marghi       | Genoa     | fine prestito |
| D        | Davide Porcaro      | Benevento | fine prestito |
| D        | Michele Barbiero    | Ternana   | fine prestito |
| D        | Agatino Chiavaro    | San Pio X | definitivo    |
| A        | Mattia Gallon       | Leonzio   | definitivo    |
| C        | Emanuele Trofo      | Gela      | definitivo    |
| D        | Gaetano Marino      | Grosseto  | fine prestito |
| C        | Giuseppe Sibilli    | Catania   | rescissione   |
| P        | Jacopo Viola        | Reggiana  | rescissione   |
| A        | Nicola Arena        | Ragusa    | rescissione   |
| A        | Giovanni Ricciardo  | Leonzio   | rescissione   |
| D        | Francesco Vindigni  | Ragusa    | rescissione   |
| D        | Alfredo Santamaria  | Nocerina  | prestito      |
| A        | Falou Ndiaye Samb   | Ancona    | definitivo    |
| D        | Simone Milizia      | Leonzio   | prestito      |
| D        | Antonio Orefice     | Leonzio   | definitivo    |
| D        | Giuseppe Savanarola | Leonzio   | definitivo    |
| A        | Giuseppe Fella      | Nocerina  | definitivo    |
| C        | Davide Baiocco      | Palazzolo | definitivo    |

### Sessione invernale
| Acquisti | Acquisti           | Acquisti  | Acquisti   |
| R.       | Nome               | da        | Modalità   |
| -------- | ------------------ | --------- | ---------- |
| A        | Paulo Azzi         | Pordenone | definitivo |
| C        | Giuseppe Russo     | Catania   | svincolato |
| D        | Emanuele Malerba   | Ancona    | definitivo |
| C        | Elio De Silvestro  | Ancona    | definitivo |
| A        | Mattia Persano     | Lecce     | prestito   |
| D        | Alberto Cossentino | Modena    | svincolato |

| Cessioni | Cessioni          | Cessioni       | Cessioni   |
| R.       | Nome              | a              | Modalità   |
| -------- | ----------------- | -------------- | ---------- |
| C        | Pasquale De Vita  |                | svincolato |
| D        | Alessandro Di Dio | Ancona         | definitivo |
| P        | Daniel Serenari   | Vultur Rionero | prestito   |
| A        | Matheus Cassini   | Palermo        | definitivo |

## Risultati

### Coppa Italia lega Pro

#### Fase a gironi
| Arbitro: | Andrea Capone (Palermo) |

|                               |           |  |
| Longo 7’ 45’ Longo 83’ Zanini | Marcatori |  |

| Arbitro: | Luigi Pillitteri (Palermo) |

|                 |           |              |
| Catania (R) 67’ | Marcatori | 32’ Paolucci |

| Squadra  | P.ti | G | V | N | P | GF | GS | DR |
| -------- | ---- | - | - | - | - | -- | -- | -- |
| Akragas  | 3    | 1 | 1 | 0 | 0 | 3  | 0  | +3 |
| Catania  | 1    | 1 | 0 | 1 | 0 | 1  | 1  | 0  |
| Siracusa | 1    | 2 | 0 | 1 | 1 | 1  | 4  | -3 |

### Lega Pro

#### Girone di andata
| Arbitro: | Paolini (Ascoli Piceno) |

|                                  |           |             |
| Pozzebon 31’, 82’ 94’ Milinkovic | Marcatori | 60’ Valente |

| Arbitro: | Pagliardini (Arezzo) |

|            |           |                         |
| Turati 93’ | Marcatori | 16’ Chirico' 89’ Padoan |

| Taranto 11 settembre 2016, ore 20:30 CEST 3ª giornata | Taranto           | 0 – 0 referto | Siracusa | Erasmo Iacovone (5.500 spett.)\| Arbitro: \| Valiante (Torino) \| |
| Arbitro:                                              | Valiante (Torino) |               |          |                                                                   |

| Arbitro: | Scozza (Seregno) |

|           |           |             |
| Dezai 83’ | Marcatori | 49’ Montini |

| Arbitro: | De Tullio (Bari) |

|                             |           |  |
| Kanoute 32’ 38’ Cancellotti | Marcatori |  |

| Arbitro: | Bertani (Pisa) |

|  |           |                         |
|  | Marcatori | 67’ Mancosu 85’ Pacilli |

| Arbitro: | De Remigis (Teramo) |

|                  |           |                       |
| De Vena 20’, 74’ | Marcatori | 57’ Catania 88’ Dezai |

| Arbitro: | Perotti (Legnano) |

|                  |           |             |
| Catania 65’, 70’ | Marcatori | 62’ Iannini |

| Vibo Valentia 16 ottobre 2016, ore 14:30 CEST 9ª giornata | Vibonese          | 0 – 0 referto | Siracusa | Luigi Razza (1.800 spett.)\| Arbitro: \| Amabile (Vicenza) \| |
| Arbitro:                                                  | Amabile (Vicenza) |               |          |                                                               |

| Arbitro: | Ayroldi (Molfetta) |

|                          |           |  |
| Tiscione, 50’ 92’ Varone | Marcatori |  |

| Arbitro: | Meraviglia (Pistoia) |

|                 |           |            |
| Catania (R) 17’ | Marcatori | 37’ Onescu |

| Arbitro: | De Angeli (Abbiategrasso) |

|  |           |                          |
|  | Marcatori | 23’ Longoni, 68’ Valente |

| Arbitro: | Amoroso (Pavia) |

|                                          |           |                       |
| Turati 36’ 39’, 76’ Catania, 70’ Valente | Marcatori | 13’ Gomez, 16’ Cochis |

| Arbitro: | Natilla (Molfetta) |

|                        |           |  |
| Rajcic, 43’ 49’ Corado | Marcatori |  |

| Arbitro: | Andreini (Forlì) |

|              |           |  |
| Scardina 64’ | Marcatori |  |

| Arbitro: | Guarnieri (Empoli) |

|             |           |  |
| Valente 34’ | Marcatori |  |

| Arbitro: | Detta (Mantova) |

|               |           |              |
| Reginaldo 64’ | Marcatori | 82’ Scardina |

| Arbitro: | Zanonato (Vicenza) |

|              |           |  |
| Scardina 64’ | Marcatori |  |

| Arbitro: | Mantelli (Brescia) |

|                     |           |             |
| Abate 36’, 47’, 69’ | Marcatori | 45’ Palermo |

#### Girone di ritorno
| Arbitro: | Pillitteri (Palermo) |

|                  |           |  |
| Catania 25’, 37’ | Marcatori |  |

| Arbitro: | Robilotta (Sala Consilina) |

|                                      |           |  |
| Coletti, 29’ 33’ Agnelli, 51’ Mazzeo | Marcatori |  |

| Siracusa 21 gennaio 2017, ore 14:30 CET 22ª giornata | Siracusa            | 0 – 0 referto | Taranto | Nicola De Simone (1.400 spett.)\| Arbitro: \| Provesi (Treviglio) \| |
| Arbitro:                                             | Provesi (Treviglio) |               |         |                                                                      |

| Arbitro: | Tursi (Valdarno) |

|              |           |          |
| Esposito 11’ | Marcatori | 37’ Azzi |

| Arbitro: | Candeo (Este) |

|                                         |           |                 |
| Scardina, 28’ 48’ Catania, 77’ Spinelli | Marcatori | 12’, 26’ Paponi |

| Arbitro: | Valiante (Salerno) |

|                                      |           |                  |
| Caturano (R), 41’ 59’ Malerba (aut.) | Marcatori | 74’ De Silvestro |

| Arbitro: | Vigile (Cosenza) |

|                                                 |           |            |
| Scardina, 19’ 84’ De Silvestro, 91’ De Respinis | Marcatori | 50’ Marano |

| Arbitro: | Maggioni (Lecco) |

|  |           |                                                |
|  | Marcatori | 45’ Azzi, 61’ Turati, 89’ Persano, 92’ Catania |

| Arbitro: | Carella (Bari) |

|                                                |           |              |
| Catania, 20’ 32’ Valente, 41’ Turati, 93’ Azzi | Marcatori | 57’ Minarini |

| Arbitro: | De Remigis (Teramo) |

|              |           |  |
| Scardina 85’ | Marcatori |  |

| Arbitro: | Miele (Torino) |

|  |           |             |
|  | Marcatori | 15’ Valente |

| Arbitro: | Detta (Mantova) |

|             |           |          |
| Longoni 43’ | Marcatori | 39’ Cane |

| Arbitro: | Camplone (Pescara) |

|             |           |  |
| Cocuzza 60’ | Marcatori |  |

| Arbitro: | Nicoletti (Catanzaro) |

|                                   |           |            |
| De Silvestro, 31’ 55’ Catania (R) | Marcatori | 50’ Giorno |

| Arbitro: | Cudini (Fermo) |

|            |           |                                |
| Baclet 92’ | Marcatori | 30’ De Silvestro, 11’ Pirrello |

| Arbitro: | Strippoli (Bari) |

|            |           |  |
| Icardi 18’ | Marcatori |  |

| Arbitro: | Meleleo (Casarano) |

|                 |           |  |
| Catania 3’, 71’ | Marcatori |  |

| Arbitro: | Balice (Termoli) |

|                                          |           |              |
| Mazzarani 13’ 46’ Di Grazia, 51’ Dráusio | Marcatori | 79’ Scardina |

| Arbitro: | Schirru (Nichelino) |

|  |           |             |
|  | Marcatori | 33’ Galdean |

#### Play-off

##### Primo turno a eliminazione diretta
| Arbitro: | Dionisi (L'Aquila) |

|  |           |                        |
|  | Marcatori | 10’ Giorno, 81’ Corado |

## Statistiche
Statistiche aggiornate al.

### Statistiche di squadra
| Competizione          | Punti | In casa | In casa | In casa | In casa | In casa | In casa | In trasferta | In trasferta | In trasferta | In trasferta | In trasferta | In trasferta | Totale | Totale | Totale | Totale | Totale | Totale | DR |
| Competizione          | Punti | G       | V       | N       | P       | Gf      | Gs      | G            | V            | N            | P            | Gf           | Gs           | G      | V      | N      | P      | Gf     | Gs     | DR |
| --------------------- | ----- | ------- | ------- | ------- | ------- | ------- | ------- | ------------ | ------------ | ------------ | ------------ | ------------ | ------------ | ------ | ------ | ------ | ------ | ------ | ------ | -- |
| Campionato            | 57    | 19      | 12      | 4       | 3       | 30      | 16      | 19           | 4            | 5            | 10           | 17           | 27           | 38     | 16     | 9      | 13     | 47     | 43     | +4 |
| Play-off              | 0     | 1       | 0       | 0       | 1       | 0       | 2       | 0            | 0            | 0            | 0            | 0            | 0            | 1      | 0      | 0      | 1      | 0      | 2      | -2 |
| Coppa Italia Lega Pro | 1     | 1       | 0       | 1       | 0       | 1       | 1       | 1            | 0            | 0            | 1            | 0            | 3            | 2      | 0      | 1      | 1      | 1      | 4      | -3 |
| Totale                | 59    | 21      | 12      | 5       | 4       | 31      | 19      | 20           | 4            | 5            | 11           | 17           | 30           | 41     | 16     | 10     | 15     | 48     | 49     | -1 |

### Statistiche dei giocatori
Sono in corsivo i calciatori che hanno lasciato la società a stagione in corso.
| Giocatore       | Lega Pro + Play-off | Lega Pro + Play-off | Lega Pro + Play-off | Lega Pro + Play-off | Coppa Italia | Coppa Italia | Coppa Italia | Coppa Italia | Coppa Italia Lega Pro | Coppa Italia Lega Pro | Coppa Italia Lega Pro | Coppa Italia Lega Pro | Totale   | Totale | Totale      | Totale     |
| Giocatore       | Presenze            | Reti                | Ammonizioni         | Espulsioni          | Presenze     | Reti         | Ammonizioni  | Espulsioni   | Presenze              | Reti                  | Ammonizioni           | Espulsioni            | Presenze | Reti   | Ammonizioni | Espulsioni |
| --------------- | ------------------- | ------------------- | ------------------- | ------------------- | ------------ | ------------ | ------------ | ------------ | --------------------- | --------------------- | --------------------- | --------------------- | -------- | ------ | ----------- | ---------- |
| A. Santurro     | 37(+1)              | -                   | 4                   | -                   | -            | -            | -            | -            | 1                     | -                     | -                     | -                     | 39       | -      | 4           | -          |
| R. D'Alessandro | -                   | -                   | -                   | -                   | -            | -            | -            | -            | 1                     | -                     | -                     | -                     | 1        | -      | -           | -          |
| D. Serenari     | -                   | -                   | -                   | -                   | -            | -            | -            | -            | -                     | -                     | -                     | -                     | -        | -      | -           | -          |
| P. Dentice      | 25(+1)              | -                   | 4                   | -                   | -            | -            | -            | -            | 2                     | -                     | -                     | -                     | 28       | -      | 4           | -          |
| A. Degrassi     | -                   | -                   | -                   | -                   | -            | -            | -            | -            | 2                     | -                     | -                     | -                     | 2        | -      | -           | -          |
| A. Orefice      | -                   | -                   | -                   | -                   | -            | -            | -            | -            | 2                     | -                     | -                     | -                     | 2        | -      | -           | -          |
| D. Baiocco      | 13                  | -                   | 1                   | -                   | -            | -            | -            | -            | 2                     | -                     | 1                     | -                     | 15       | -      | 2           | -          |
| M. Turati       | 35(+1)              | 4                   | 8                   | 1                   | -            | -            | -            | -            | -                     | -                     | -                     | -                     | 36       | 4      | 8           | 1          |
| C. Giordano     | 26(+1)              | -                   | 9                   | -                   | -            | -            | -            | -            | 2                     | -                     | 1                     | -                     | 29       | -      | 10          | -          |
| M. Palermo      | 25                  | 1                   | 3                   | -                   | -            | -            | -            | -            | 2                     | -                     | 1                     | -                     | 27       | 1      | 4           | -          |
| G. Savanarola   | -                   | -                   | -                   | -                   | -            | -            | -            | -            | 2                     | -                     | -                     | -                     | 2        | -      | -           | -          |
| N. Valente      | 32(+1)              | 6                   | 5                   | -                   | -            | -            | -            | -            | 2                     | -                     | 1                     | -                     | 35       | 6      | 6           | -          |
| F. Spinelli     | 35(+1)              | 1                   | 13                  | -                   | -            | -            | -            | -            | 2                     | -                     | 1                     | -                     | 38       | 1      | 14          | -          |
| M. Brumat       | 28                  | -                   | 5                   | -                   | -            | -            | -            | -            | 2                     | -                     | -                     | -                     | 30       | -      | 5           | -          |
| L. De Vita      | 2                   | -                   | -                   | -                   | -            | -            | -            | -            | -                     | -                     | -                     | -                     | 2        | -      | -           | -          |
| A. Diakitè      | 14(+1)              | -                   | 5                   | -                   | -            | -            | -            | -            | -                     | -                     | -                     | -                     | 15       | -      | 5           | -          |
| E. Catania      | 34(+1)              | 14                  | 6                   | -                   | -            | -            | -            | -            | 1                     | 1                     | -                     | -                     | 36       | 15     | 6           | -          |
| F. Samb         | -                   | -                   | -                   | -                   | -            | -            | -            | -            | 1                     | -                     | -                     | -                     | 1        | -      | -           | -          |
| A. Dezai        | 16                  | 2                   | -                   | -                   | -            | -            | -            | -            | 2                     | -                     | -                     | -                     | 18       | 2      | -           | -          |
| G. Fella        | -                   | -                   | -                   | -                   | -            | -            | -            | -            | -                     | -                     | -                     | -                     | -        | -      | -           | -          |
| N. Talamo       | 16                  | -                   | 2                   | -                   | -            | -            | -            | -            | 2                     | -                     | -                     | -                     | 18       | -      | 2           | -          |
| L. Longoni      | 15(+1)              | 2                   | 3                   | -                   | -            | -            | -            | -            | 1                     | -                     | -                     | -                     | 17       | 2      | 3           | -          |
| M. Toscano      | 12                  | -                   | 3                   | 1                   | -            | -            | -            | -            | -                     | -                     | -                     | -                     | 12       | -      | 3           | 1          |
| M. Cassini      | 15                  | -                   | 2                   | -                   | -            | -            | -            | -            | -                     | -                     | -                     | -                     | 15       | -      | 2           | -          |
| A. De Respinis  | 12                  | 1                   | 1                   | -                   | -            | -            | -            | -            | -                     | -                     | -                     | -                     | 12       | 1      | 1           | -          |
| F.M. Scardina   | 34(+1)              | 7                   | 6                   | -                   | -            | -            | -            | -            | -                     | -                     | -                     | -                     | 35       | 7      | 6           | -          |
| A. Di Dio       | 3                   | -                   | -                   | -                   | -            | -            | -            | -            | -                     | -                     | -                     | -                     | 3        | -      | -           | -          |
| R. Pirrello     | 28(+1)              | 1                   | 5                   | -                   | -            | -            | -            | -            | -                     | -                     | -                     | -                     | 29       | 1      | 5           | -          |
| C. Scianname'   | 9                   | -                   | 4                   | -                   | -            | -            | -            | -            | -                     | -                     | -                     | -                     | 9        | -      | 4           | -          |
| L. Filosa       | 2                   | -                   | -                   | -                   | -            | -            | -            | -            | -                     | -                     | -                     | -                     | 2        | -      | -           | -          |
| F. Gagliardini  |                     | 1                   | -                   | -                   | -            | -            | -            | -            | -                     | -                     | -                     | -                     | 0        | 1      | -           | -          |
| P. Azzi         | 17(+1)              | 3                   | -                   | -                   | -            | -            | -            | -            | -                     | -                     | -                     | -                     | 18       | 3      | -           | -          |
| G. Russo        | 6                   | -                   | -                   | -                   | -            | -            | -            | -            | -                     | -                     | -                     | -                     | 6        | -      | -           | -          |
| E. Malerba      | 12(+1)              | -                   | 2                   | -                   | -            | -            | -            | -            | -                     | -                     | -                     | -                     | 13       | -      | 2           | -          |
| E. De Silvestro | 15(+1)              | 4                   | 4                   | -                   | -            | -            | -            | -            | -                     | -                     | -                     |                       | 16       | 4      | 4           | -          |
| M. Persano      | 5                   | 1                   | -                   | -                   | -            | -            | -            | -            | -                     | -                     | -                     |                       | 5        | 1      | -           | -          |
| A. Cossentino   | 4                   | -                   | -                   | -                   | -            | -            | -            | -            | -                     | -                     | -                     |                       | 4        | -      | -           | -          |